# Chinatown (Chicago)

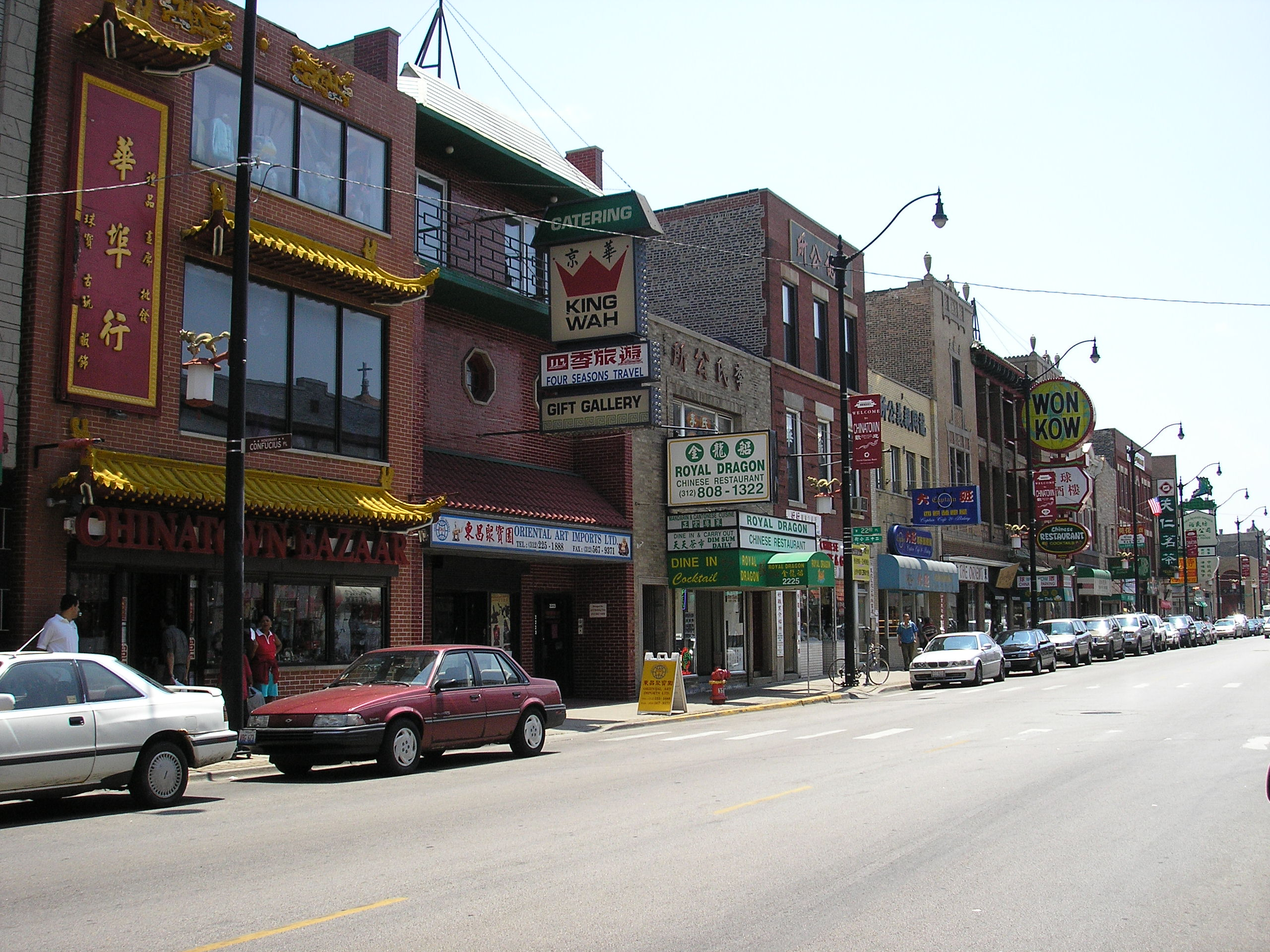
Wentworth Avenue

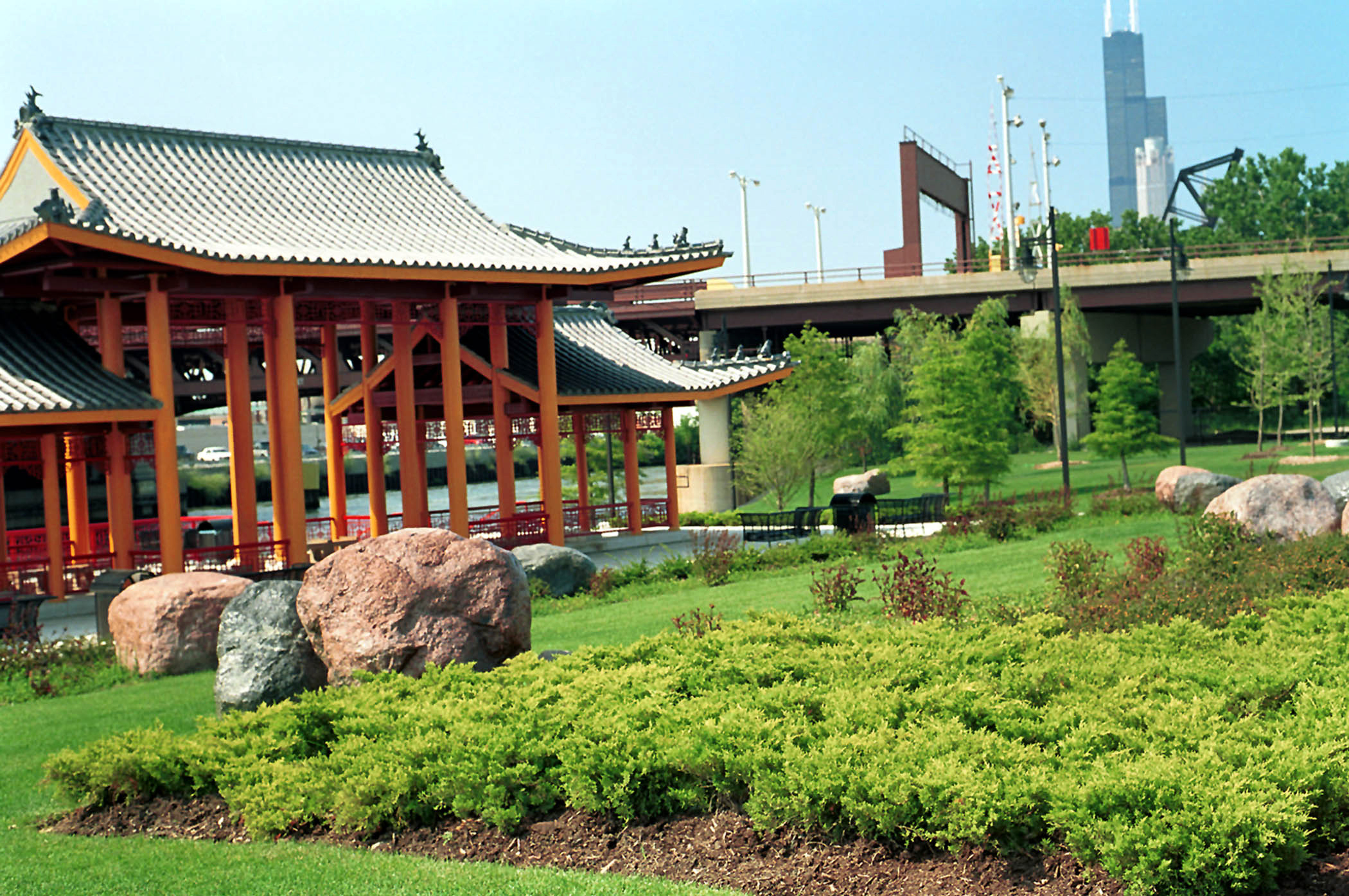
Ping Tom Memorial Park

Chinatown is een van de twee Chinese buurten van Chicago. De andere buurt van Chinese migranten heet West Argyle Street Historic District en werd in de jaren zestig ontwikkeld als "New Chinatown".
Chinatown ligt in het zuiden van de stad en had in 2009 achtduizend bewoners. Bij de volkstelling van 2000 had Chicago totaal ongeveer 68.000 Chinezen. In de buurt is een brede sierpoort te vinden. Jaarlijks wordt het Dubbel Tienfestival hier uitbundig gevierd door de Chinese Amerikanen. Ook vindt er jaarlijks in de zomer een hardloopwedstrijd, die 5K wordt genoemd, plaats in de buurt.
De eerste Chinese migranten kwamen in 1869 naar Chicago, nadat de bouw van de First Transcontinental Railroad was voltooid. De migranten waren gevlucht voor de anti-Chinese rassenrellen aan de Amerikaanse westkust. Aan het eind van de 19e eeuw leefden er rond de zeshonderd Chinezen aan de Clark Street. In 1889 waren er zestien winkels te vinden die van Chinese migranten waren. In 2012 werd het honderdjarige jubileum van de buurt gevierd.

## Voorzieningen
In de buurt zijn twee privéscholen te vinden voor Chinese Amerikanen. De ene is de katholieke St. Therese Chinese Catholic School en de andere is de protestantse Pui Tak Christian School.
Op de 2353 South Wentworth Avenue is de Chicago Public Library Chinatown Branch te vinden. De Ping Tom Memorial Park is een publiek park aan de Chicago (rivier). Verder is er nog het Dr. Sun Yat Sen Park. Sinds 2005 staat er in Chinatown het gedenkteken Chinese American Veterans Memorial.
Er zijn vereniginshuizen te vinden van:
- On Leong Chinese Merchants Association
- Hip Sing Association

Tempels:
- IBFA Enlightenment Temple
- Chicago Shaolin Temple Main Headquarters
- Fo Guang Shan Temple (IBPS Chicago)
- Pure Land Center and Buddhist Library

Kerken
- St. Therese Chinese Catholic Church & Mission - Chinatown
- Chinese Christian Union Church
- Chicago Chinese Baptist Church
- Chinese Christian Mandarin Church

Maatschappelijk werk:
- Chinese American Service League